# Séisme du 25 novembre 1343 à Naples
Le séisme de 1343 à Naples a eu lieu dans le Golfe de Naples le 25 novembre 1343. Il a été ressenti à Naples et a causé de nombreux dégâts. Il a entraîné un tsunami qui a détruit de nombreux navires à Naples et sur la côte amalfitaine. Le tsunami a détruit des ports de la côte amalfitaine, incluant Amalfi (Italie). Les effets du tsunami ont été observés par Pétrarque, dont le bateau a dû retourner au port. L'événement est mentionné dans le cinquième livre des Epistolae familiares.